# خدرنق زنجباري
خدرنق زنجباري (الاسم العلمي: Cheiracanthium sansibaricum) هو نوع من العنكبوتيات يتبع جنس الخدرنق من الفصيلة العناكب الكيسية.